# Peiku Cuo
Peiku Cuo (kinesiska: 佩枯错) är en sjö i Kina. Den ligger i den autonoma regionen Tibet, i den sydvästra delen av landet, omkring 600 kilometer väster om regionhuvudstaden Lhasa. Peiku Cuo ligger 5 476 meter över havet. Trakten runt Peiku Cuo består i huvudsak av gräsmarker.
Genomsnittlig årsnederbörd är 960 millimeter. Den regnigaste månaden är augusti, med i genomsnitt 183 mm nederbörd, och den torraste är november, med 6 mm nederbörd.